# 锕系后元素化合物
锕系后元素化合物是指锕系后元素（104-120号元素）所形成的化合物。锕系后元素由于具有制备数量少和半衰期短的特点，导致其元素化学性质并不明确，大多数锕系后元素的性质与化合物仅处于理论预测当中。但仍有研究得到部分元素的化合物，通常采取的方法是气体热力色谱法。

## 实验验证的化合物

### 𬬻化合物
| 公式      | 名稱                 |
| --------- | -------------------- |
| RfCl4     | 四氯化鑪             |
| RfBr4     | 四溴化鑪             |
| RfOCl2    | 氯氧化鑪             |
| [RfCl6]2− | 六氯合鑪(IV)酸阴离子 |
| [RfF6]2−  | 六氟合鑪(IV)酸阴离子 |
| K2[RfCl6] | 六氯合鑪(IV)酸钾     |

#### 氣態

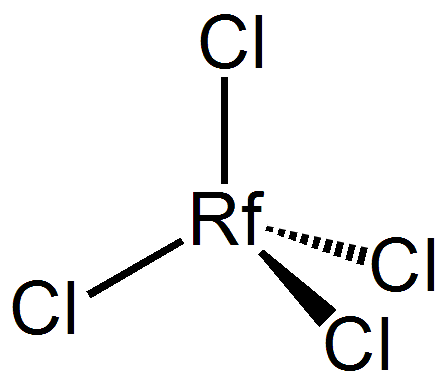
RfCl_{4}分子的四面體形

早期對鑪的化學研究主要集中於使用氣態熱力色譜法及對相對沉積溫度吸附曲線的測量。最早在這一方面的研究是由杜布納進行的，他們希望以此確認鑪的發現。這些實驗使用了261mRf同位素。實驗假設鑪是第一個6d系元素，因此會形成四氯化物。四氯化鑪比四氯化鉿（HfCl4）揮發性更高，因為其中的化學鍵更似共價鍵。
一系列的實驗已經證實，鑪具有典型的4族元素特性，會形成RfCl4和RfBr4，以及一種氯氧化物RfOCl2。在使用固態而非氣態的氯化鉀時，所產生的RfCl
4的揮發性降低了。這表示產生了不揮發的K
2RfCl
6混合鹽。

#### 水溶態
鑪的電子排布預計為[Rn]5f14 6d2 7s2，因此會具有鉿的4族同族元素的屬性。它會在強酸中形成Rf4+水合離子，並在氫氯酸、氫溴酸或氫氟酸中形成絡合物。
至今最具確定性的鑪水溶化學研究是由日本原子能研究所進行的，使用的為261mRf放射性同位素。實驗分別用鑪、鉿、鋯及釷在氫氯酸中進行提取，並證實了鑪不具備錒系元素的特性。在和其同族元素對比之下，鑪能夠肯定地歸為4族元素。在氯離子溶液中，鑪會形成六氯化鑪絡離子，這與鉿和鋯相似。
261mRf4+ + 6 Cl−
 → [261mRfCl6]2-
在氫氟酸中的情況類似。鑪對氟離子的親和力較弱，並會形成六氟化鑪絡離子，而鉿和鋯則在同樣的氟離子濃度下產生了七氟甚至八氟絡離子：
261mRf4+ + 6 F−
 → [261mRfF6]2-

### 𬭊化合物
通過氣態熱色譜法，對𨧀的化學特性的研究已進行了幾年的時間。這些實驗研究了鈮、鉭和𨧀放射性同位素的相對吸收屬性。結果產生了典型的5族鹵化物及鹵氧化物：DbCl5、DbBr5、DbOCl3及DbOBr3。這些初期實驗的報告通常稱𨧀為Hahnium（中文對應譯為）。
| 公式   | 名稱     |
| ------ | -------- |
| DbCl5  | 五氯化𨧀 |
| DbBr5  | 五溴化𨧀 |
| DbOCl3 | 氯氧化𨧀 |
| DbOBr3 | 溴氧化𨧀 |

### 𬭳化合物

#### 氣態
最初研究𨭎化學的實驗主要是通過對揮發性氧氯化物進行氣態熱力色譜法。𨭎原子首先在這條反應中產生： 248Cm(22Ne,4n)266Sg，加熱後與O2/HCl混合物反應。產生出的氧氯化物的吸附屬性在測量之後與鉬和鎢作對比。結果顯示，𨭎形成了揮發性氧氯化物，與其他6族元素相似：
Sg + O
2 + 2 HCl → SgO
2Cl
2 + H
2
2001年，一組人員繼續研究𨭎的氣態化學。他們把𨭎與O2在H2O環境下反應。情況與形成氧氯化物時相近，實驗結果顯示形成了氫氧化氧𨭎，該反應在較輕的6族元素中是常見的。
2 Sg + 3 O
2 → 2 SgO
3
SgO
3 + H
2O → SgO
2(OH)
2

#### 水溶態
在水溶狀態下，𨭎的化學與鉬和鎢的相近，會形成穩定的+6氧化態。𨭎首先在HNO3/HF溶液中被稀釋成交换配位离子，可能形成中性的SgO2F2或絡負離子[SgO2F3]−。0.1 M的HNO3溶液無法溶解𨭎，而相比之下鉬和鎢則可以。這意味著[Sg(H2O)6]6+的水解最多進行到絡正離子[Sg(OH)5(H2O)]+為止。

#### 0价化合物
𨭎除了+6价外，目前唯一已知的氧化态为0。在2014年，𨭎被发现了羰基配合物Sg(CO)6，和同族形成的Cr(CO)6、Mo(CO)6、W(CO)6类似。Sg(CO)6是挥发性的化合物，和二氧化硅接触迅速反应。

### 𬭛化合物
儘管相對論效應頗為重要，不過107號元素仍然是個典型的7族元素，這在2000年得到證實。
2000年，保羅謝爾研究所的團隊利用267Bh原子進行了化學反應。這些𨨏原子是Bk-249和Ne-22離子的融合產物。這些原子在經過熱能化後，與HCl/O2混合物反應，並形成一種具揮發性的氯氧化物。這條反應也同時產生了同族的較輕元素鍀（同位素為108Tc）及錸（同位素為169Re）。測量出來的吸附等溫線明確指出一種揮發性氯氧化物的產生，其特性和氯氧化錸相似。這證實𨨏是一個典型的7族元素。
2 Bh + 3 O
2 + 2 HCl → 2 BhO
3Cl + H
2
| 化学式 | 名稱     |
| ------ | -------- |
| BhO3Cl | 氯氧化𨨏 |

### 𬭶化合物

#### 氣態化學
𨭆的電子排佈預計為[Rn]5f14 6d6 7s2，因此𨭆應會產生揮發性四氧化物HsO4。其揮發性是由於該分子的四面體形。
對𨭆的首次化學實驗在2001年進行，運用了熱色譜分析法，以172Os作為參照物。利用反應248Cm(26Mg,5n)269Hs，實驗探測到5個𨭆原子。產生的原子在He/O2混合物中經過熱能化及氧化後產生氧化物。
269
108Hs
 + 2 O
2 → 269
108Hs
O
4
所測量到的熱離解溫度表示四氧化𨭆的揮發性比四氧化鋨低，同時也肯定了𨭆的特性屬於8族。
為了進一步探測𨭆的化學屬性，科學家決定研究四氧化𨭆與氫氧化鈉間產生的𨭆酸鈉的反應。該反應是鋨的一條常見反應。在2004 年，科學家公佈成功進行了第一次對𨭆化合物的酸鹼反應： 
HsO
4 + 2 NaOH → Na
2[HsO
4(OH)
2]

#### 化合物與絡離子列表
| 公式              | 名稱                     |
| ----------------- | ------------------------ |
| HsO4              | 四氧化𨭆                 |
| Na 2[HsO 4(OH) 2] | 𨭆酸鈉、二羥基四氧𨭆酸鈉 |

### 后续元素的化合物
目前暂未研究得到鿏及之后元素的化合物。但已经测得元素鿔具有该族相似的性质，而𫓧则会具有类似稀有气体的性质。